# HN-6 (ミサイル)
HN-6（紅纓-6、红缨六号、HongYing-6）あるいはFN-6（飛弩-6、飞弩-6、FeiNu-6）は、中国で開発された携帯式防空ミサイルシステム。中国精密機械進出口総公司（CPMIEC）により、同様のシステムである前衛と同時期に開発されたもので、輸出名称としてFN-6が使用されている。
HN-5と同様の赤外線ホーミング式ミサイルであり、低空をカバーするミサイルである。開発にあたってはロシア製の9K34が参考にされたと考えられており、誘導方式も同様で、冷却措置を施した硫化鉛（PbS）焦電素子によるパッシブ赤外線ホーミング（IRH）を採用している。初期型では、飛来する目標の場合秒速360メートル、離脱する目標の場合秒速300メートルまでと交戦が可能とされる。命中率は70パーセントと推測されていた。
発展型としてFN-16が存在している。FN-16では二波長光波ホーミング（IR/UVH）誘導が採用されたといわれている。

## 派生型
HN-6/FN-6
初期型。
FN-16
改良型。
FB-6A
車載型。

## 採用国
- 中国
中国人民解放軍に少数が導入済みと見られる[2]。
- マレーシア
KS-1A導入後に提案され、2004年7月に有償での技術移転が合意に達した[5]。
- カンボジア
2009年10月25日のパレードにおいて、カンボジア国営放送でカンボジア軍の兵士がFN-6およびFN-16を装備している姿が放映された[6]。
- バングラデシュ
陸軍が採用。
- パキスタン
- カタール
2023年時点で、カタール空軍がFN-6を保有している[7]。
- スーダン
スーダンへの売却は推測されていたが、2007年の独立記念日のパレードにFN-6が登場した[8]。
- ペルー
ペルー海軍向けに2009年7月、110万ドルで少数の導入が決定された[9]。
- シリア
自由シリア軍が装備。